# Ayrshire Orientale
Lo Ayrshire Orientale (gaelico scozzese Siorrachd Inbhir Àir an Ear) è un'area amministrativa della Scozia.

## Località
- Afton Bridgend
- Auchinleck
- Auchentiber and Montgreenan
- Catrine
- Chapeltoun
- Corsehill
- Craigmalloch
- Cumnock
- Dalmellington
- Dalrymple
- Darvel
- Drongan
- Dunlop
- Galston
- Gatehead
- Glenbuck
- Greenholm
- Hurlford
- Kilmarnock
- Kilmaurs
- Knockentiber
- Lugton
- Mauchline
- Muirkirk
- Netherthird
- New Cumnock
- Newmilns
- Ochiltree
- Patna
- Polnessan
- Riccarton
- Sorn
- Stair
- Stewarton
- Trabboch